# Ered Mithrin

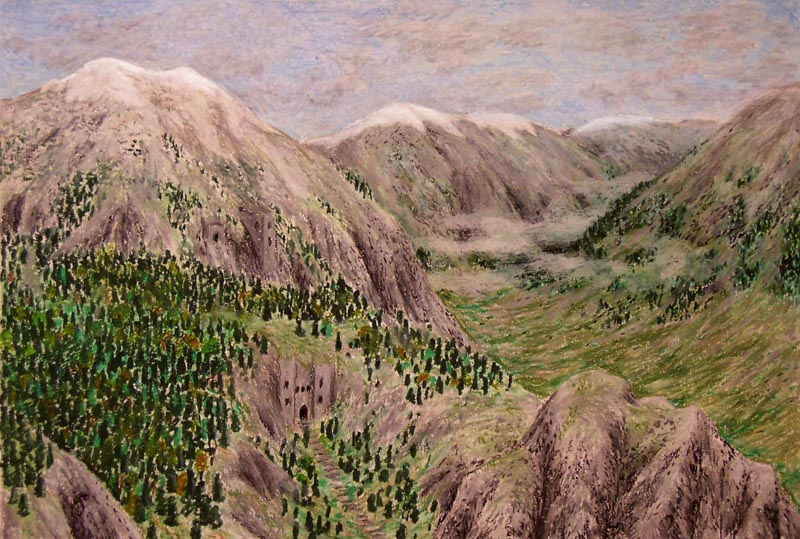
De Grijze Bergen

De Ered Mithrin (Nederlands: De Grijze Bergen, Engels: The Grey Mountains) is een fictief gebergte in het noorden van J.R.R. Tolkiens Midden-aarde.
De bergketen strekte zich uit van het westen naar het oosten. De bergketen werd gezien als de noordelijke grens van Rhovanion. Lang werden er mineralen door de Langbaarden gewonnen tot zij werden weggedreven door kleinere Draken die geen vuur konden maken (zogeheten Koudedraken). De draken werden aangetrokken door de grote schatten die de Langbaarden hadden verkregen door de Ringen van Macht. Ook grotere draken hielden hier huis. De bekendste daarvan was Scatha,een van de grootste draken uit de Derde Era. Scatha had een grote dwergenschat verzameld, maar werd uiteindelijk gedood door Fram, zoon van Frumgar, leider van de Éothéod, de voorouders van de Rohirrim. Nadat de Langbaarden waren verdreven werden de bergen gekoloniseerd door Orks.
Ten noorden van de Grijze Bergen lag de Noordelijke Woestenij, ten westen lagen de Nevelbergen, en mijlen verder Carn Dûm en Angmar. Zuidelijker lag de Eenzame Berg en het Demsterwold. In het oostelijke uiteinde ligt de Dorre Heide, en daar grenst het aan Rhûn.
De Grijze Bergen waren samen met de IJzerheuvels de laatste overblijfselen van de Ered Engrin (Nederlands: IJzerbergen, Engels: Iron Mountains). Dit was een muur van bergen, opgetrokken door Melkor, die zich uitstrekte over het noorden van Midden-aarde, maar werd grotendeels vernietigd na de Oorlog van Gramschap op het einde van het Eerste Era.